# Jones County (Texas)
Jones County je okres ve státě Texas v USA. K roku 2010 zde žilo 20 202 obyvatel. Správním městem okresu je Anson. Celková rozloha okresu činí 2 427 km².